# Татаровка
Тата́ровка (укр. Татарівка) – село, расположенное на территории Бобровицкого района Черниговской области (Украина) на берегу реки Быстрица.
Население составляет 10 жителей (2006 год). Плотность населения — 302,02 чел/кв.км.
Впервые упоминается в 1150 году.
Село Татаровка находится примерно в 20 км к востоку от центра города Бобровица. Средняя высота населённого пункта — 134 м над уровнем моря. Село находится в зоне умеренно континентального климата.